# CFF Olimpia Cluj
CFF Olimpia Cluj er en fodboldklub for kvinder fra Cluj-Napoca i Rumænien. Klubben blev etableret i 2010 og startede direkte i Rumæniens Superliga og vandt mesterskabet overbevisende i klubbens første sæson. Holdet vandt alle 24 kampe med en målforskel på 253–11 og vandt så stort som 26–0 og 27–0. Titlen kvalificerede dem til UEFA Women's Champions League 2011-12. Derudover vandt de også Rumæniens pokalturnering i samme sæson.

## Aktuel trup
- Pr. 13. oktober 2015, ifølge UEFA's hjemmeside.

| Nr. | Position | Spiller | Nation |
| --- | -------- | ------- | ------ |